# Osservatorio astronomico di Brera

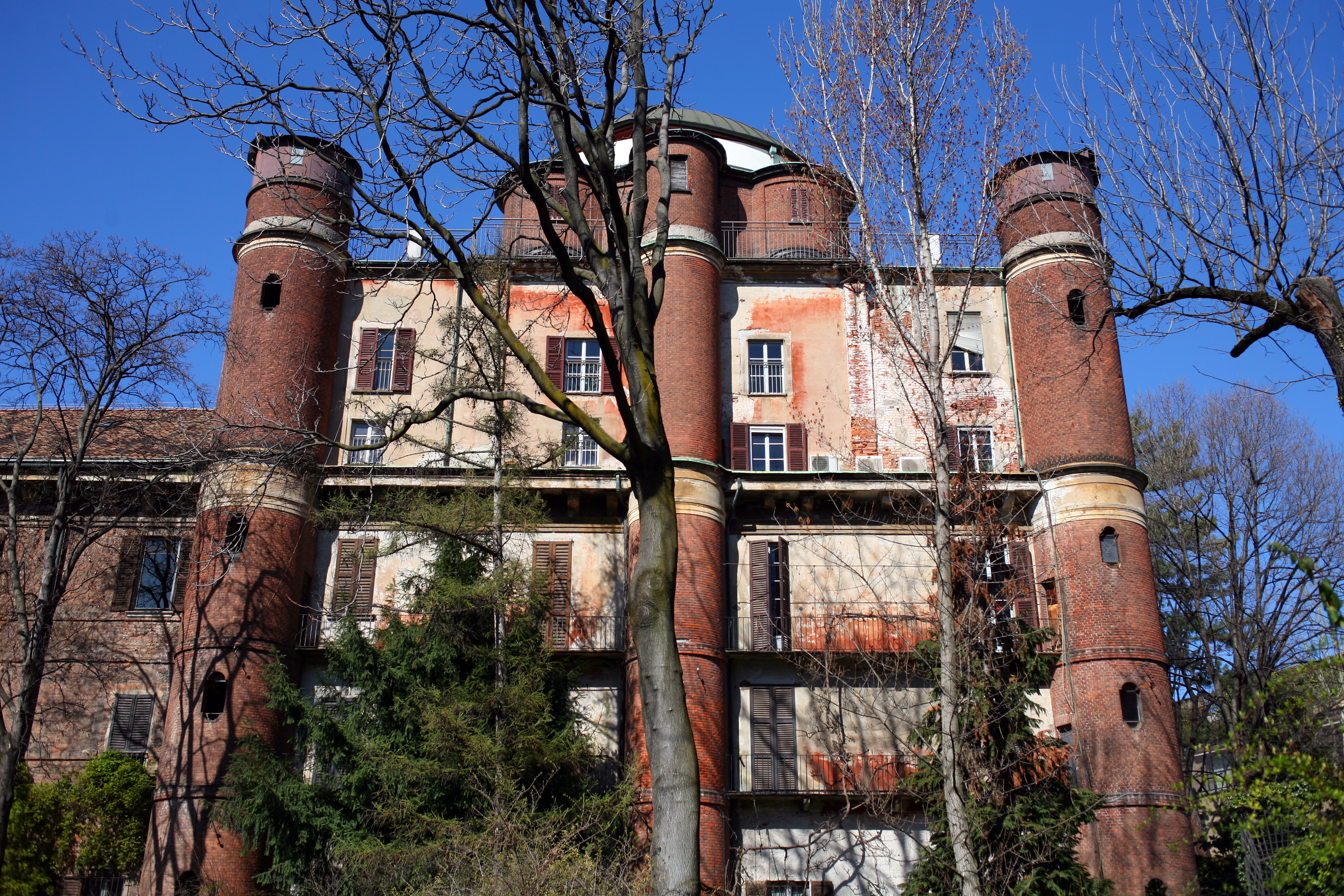
L'osservatorio come appare oggi

L'osservatorio astronomico di Brera, INAF, è uno storico osservatorio costituito nella seconda metà del Settecento nel palazzo di Brera, a Milano. Agli inizi degli anni venti del Novecento la sezione osservativa fu distaccata a Merate, in Brianza. Le due sedi condividono a tutt'oggi l'amministrazione e la direzione, e talvolta la designazione.
Parte della sua fama è dovuta alle osservazioni dei canali di Marte eseguite da Giovanni Virginio Schiaparelli nel 1877.

## Storia
"Brera" è parola che vien da braida, termine della bassa latinità longobarda che significa prato,  piazza erbosa,  campo vicino alla città; "braida" scende a sua volta dal latino praedia, plurale di proedium che significa podere. In effetti la zona si trovava in quei tempi al limitare della città.

### Il palazzo

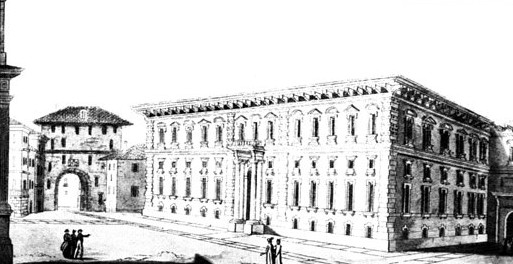
Il palazzo di Brera ai primi dell'Ottocento. La specola dell'osservatorio è dislocata sul tetto nella parte posteriore dell'edificio e non è visibile in quest'immagine.

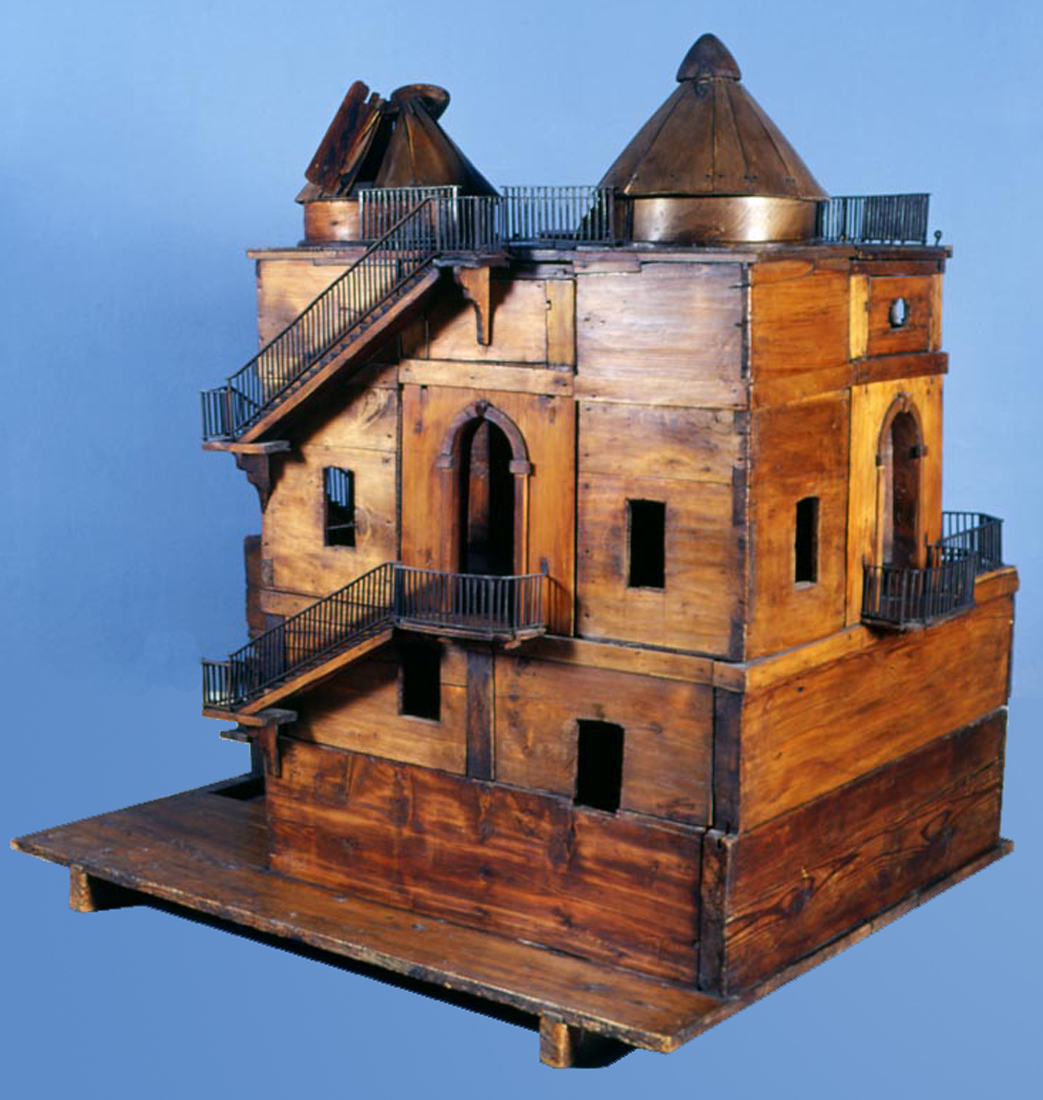
Modello originale in legno dell'osservatorio di Brera esposto al Museo nazionale della scienza e della tecnologia Leonardo da Vinci di Milano

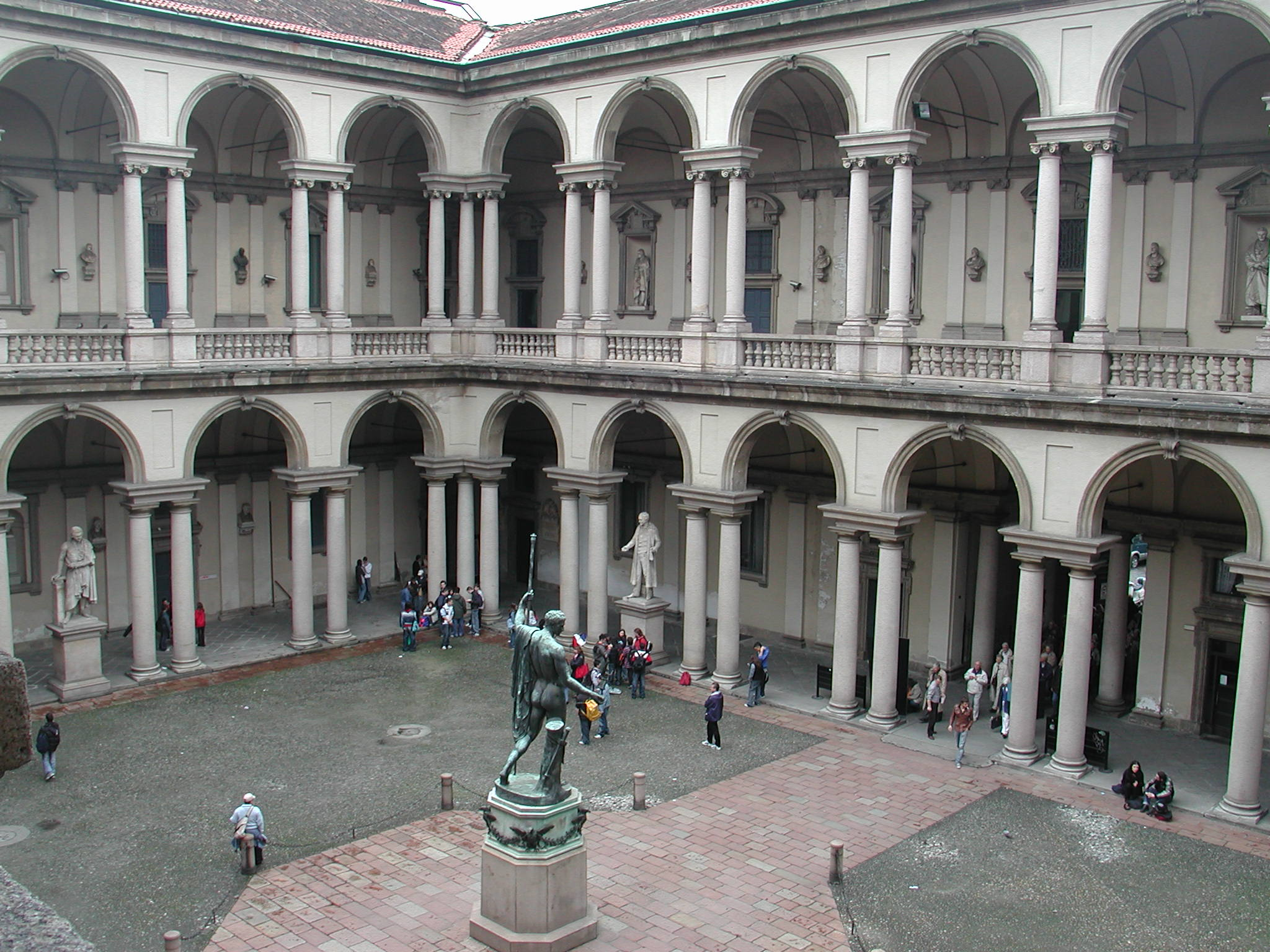
Il cortile del palazzo di Brera con al centro il Napoleone del Canova.

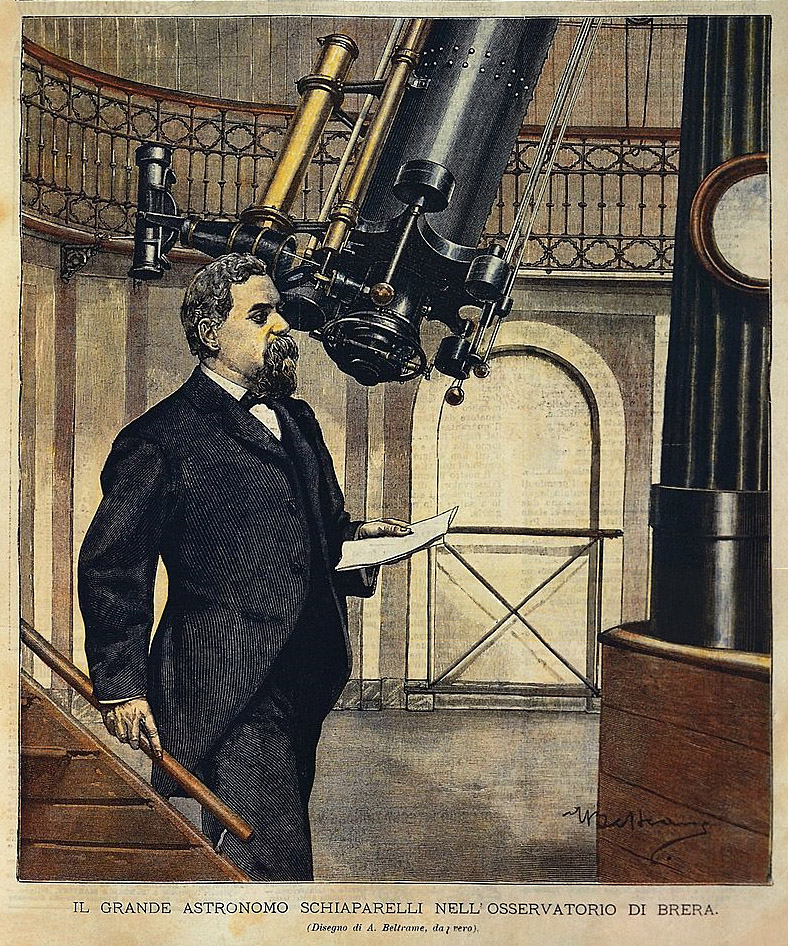
Schiaparelli nell'osservatorio astronomico di Brera in un disegno di Beltrame per La Domenica del Corriere del 28 ottobre 1900

La costituzione dell'osservatorio cadde in un periodo di grandi novità istituzionali per la città di Milano, da pochi decenni passata dalla dominazione spagnola all'austriaca. Fu proprio durante il dominio spagnolo, restato in auge per due secoli, che s'iniziò la costruzione del nuovo palazzo nei pressi della chiesa di Santa Maria nella Brera, demolita agli inizi dell'Ottocento, adiacente al duecentesco convento degli Umiliati, eretto nel 1171. Era questo un antico ordine religioso tra i numerosi nati nel Medioevo, assai potente in Milano e noto per la sua arte nella produzione della lana, soppresso nel 1571 da Pio V. Il convento e parte delle ingenti ricchezze dell'ordine furono in seguito assegnati ai Gesuiti dal cardinale Carlo Borromeo, affinché insediassero nell'edificio un centro universitario di studi per il clero e per la classe nobile. Ciò richiese lavori di ampliamento che ebbero inizio nel 1591 e vennero affidati nel 1615 all'architetto barocco Francesco Maria Richini, ma già nel 1630 si arenarono per colpa soprattutto della peste che attanagliò i milanesi per lunghi anni, tanto che l'ambizioso progetto iniziale dovette abbandonarsi a favore di uno meno pretenzioso approvato nel 1651.
Dopo la morte di Richini, avvenuta nel 1658, lavorarono al nuovo progetto dapprima il figlio dello stesso Richini e dappoi Gerolamo Quadrio e Pietro Giorgio Rossone. Il palazzo fu ultimato solo nel 1776, dopo la soppressione dell'ordine dei Gesuiti comandata da Clemente XIV nel 1773 (l'ordine fu poi ricostituito nel 1814 da Pio VII), quando l'osservatorio era ormai operativo da oltre un decennio. Negli anni subito successivi l'architetto Giuseppe Piermarini completò la facciata e costruì l'alto portale neoclassico. Per desiderio di Maria Teresa d'Austria il palazzo fu adibito ad ospitare la Biblioteca Braidense, che aprì al pubblico nel 1786, e fu anche ampliato l'Orto botanico e istituita l'Accademia di belle arti.
Oggi nel vasto comprensorio del palazzo hanno sede la pinacoteca, la biblioteca braidense, l'orto botanico, l'Istituto lombardo di scienze e lettere, l'Accademia di belle arti e l'osservatorio astronomico. Il palazzo si apre con un ampio cortile ingentilito dall'elegante porticato che lo attornia, al cui centro si erge il monumento a Napoleone I di Antonio Canova.

### L'osservatorio
Probabilmente non fu l'osservazione della cometa del febbraio 1760 compiuta da padre Giuseppe Bovio e padre Domenico Gerra, di cui si diede notizia ai milanesi con manifesti murali, tuttavia essa resta la prima di cui si abbia traccia scritta:
(Da un manifesto murale milanese del 1760)
L'inizio delle attività osservative svolte dal palazzo di Brera non è conosciuto con esattezza e quindi è impossibile indicare una data precisa per la nascita dell'osservatorio. La prima osservazione di cui è giunta sicura memoria scritta avvenne nel febbraio del 1760 per opera di Giuseppe Bovio e Domenico Gerra, due padri del collegio dei gesuiti lettori di filosofia e appassionati di astronomia, che dopo aver scoperto a occhio nudo una cometa ne seguirono il passaggio con il loro cannocchiale. La notizia, molto interessante in quei tempi, fu comunicata ai milanesi con manifesti murali affissi nelle vie della città.

#### Il periodo iniziale di Bovio e Gerra
Dal testo accurato e ricco di descrizioni sia della cometa sia del cielo si appalesa l'interesse non certo episodico dei due padri per l'astronomia. Essi conoscevano la cartografia celeste di Hevelius, sapevano rintracciare gli oggetti celesti e descriverne con cura la posizione grazie ai riferimenti stellari e alle costellazioni, possedevano un telescopio (probabilmente rifrattore, cioè un cannocchiale). Altre fonti testimoniano l'insegnamento da parte loro di nozioni di astronomia agli allievi del Collegio. È anche plausibile, vista la loro competenza, che l'anno precedente avessero osservato il primo ripassaggio della cometa di Halley, previsto a tavolino da Edmond Halley e quindi di enorme interesse astronomico poiché riconferma della legge di gravitazione di Newton.
In seguito all'entusiasmo per la scoperta della cometa del 1760 i due chiesero al rettore del Collegio, padre Federico Pallavicini, di far installare strumenti astronomici presso i locali del palazzo da cui erano usi compiere le osservazioni del cielo. Il rettore, uomo di vasti interessi scientifici e di mentalità aperta, acconsentì volentieri al progetto e si adoperò per procurare ai due padri alcuni telescopi rifrattori e un preciso orologio a pendolo, essenziale per l'astrometria. Il quadrante astrometrico di ampio raggio per le accurate misure di posizione si rivelò troppo costoso per l'acquisto e i due astronomi decisero di tentare la costruzione in proprio di un sestante, con l'aiuto di un artigiano per la lavorazione del ferro battuto e dell'ottone. Il sestante venne realizzato ma risultò poco preciso. In seguito all'episodio il rettore Pallavicini decise d'invitare presso il Collegio padre Louis Lagrange (Mâcon, 1711-ivi, 1783), astronomo a Marsiglia, per aiutare il nascente osservatorio di Brera.

#### L'arrivo di La Grange
La Grange giunse sul finire del 1762. Poco dopo il suo arrivo i due padri fondatori si ritirarono ed egli assunse la gestione dell'osservatorio assieme ai gesuiti Francesco Reggio, già allievo del Gerra presso il Collegio, e Angelo Cesaris, che divenne poi direttore della Specola astronomica.
Erano gli anni della stesura degli atlanti celesti, della misura dei moti planetari per raffinare i parametri orbitali, dell'astronomia di posizione. Per la migliore riuscita delle misure comparative fu necessario determinare dapprima la posizione dell'osservatorio con buona accuratezza, lavoro cui il La Grange attese già dall'anno successivo il suo insediamento. Sempre nel 1763 egli iniziò l'attività collaterale di misura delle condizioni meteorologiche: temperatura, pressione atmosferica, stato del cielo, eventuali precipitazioni. Intanto il senato milanese s'accordò per chiamare all'insegnamento di Matematica presso l'università di Pavia padre Ruggero Giuseppe Boscovich, gesuita, matematico e astronomo eclettico, mentre Pallavicini pervenne alla decisione di creare in Brera un'autentica specola astronomica.

#### La direzione Boscovich

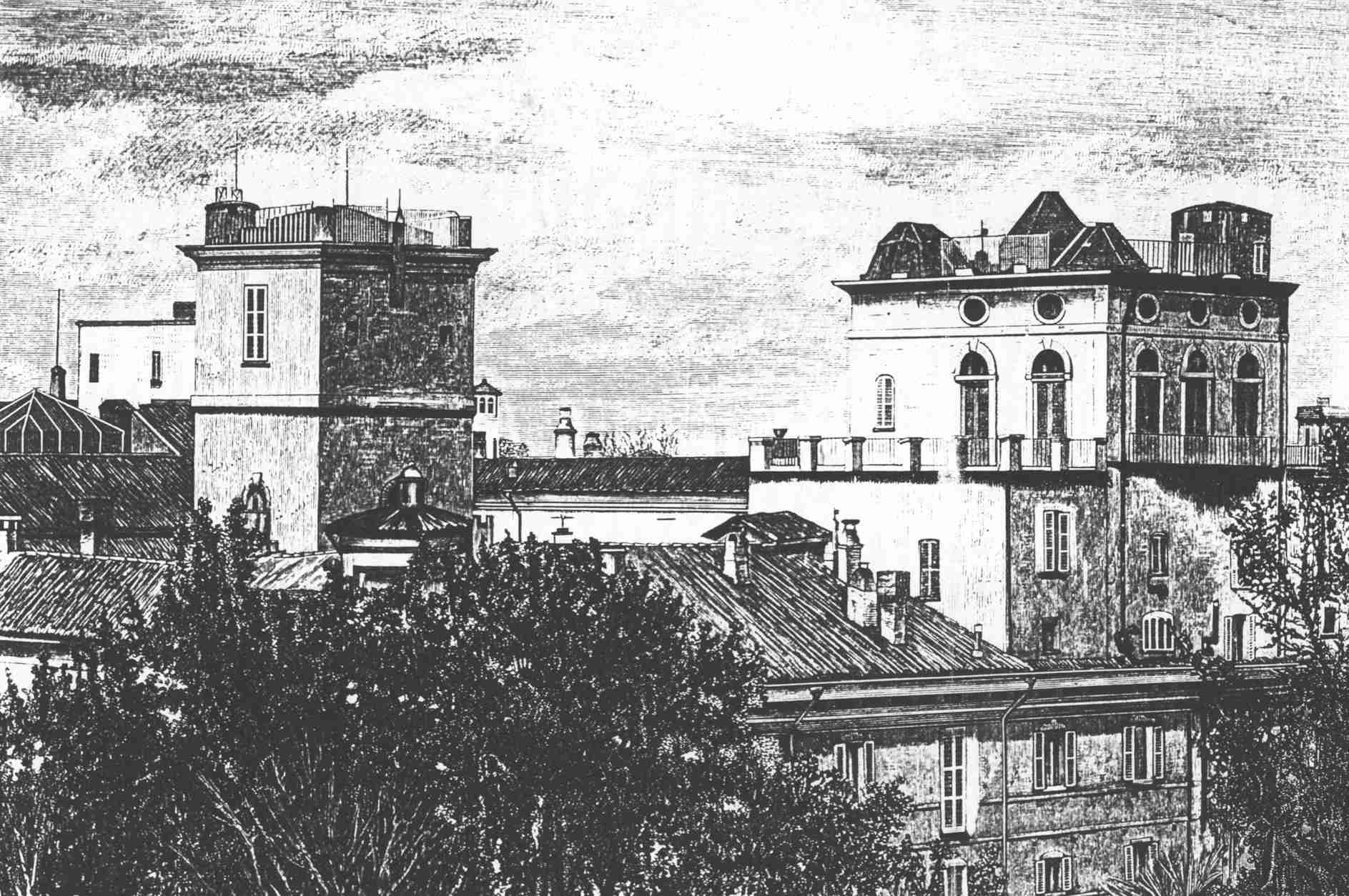
Ala Sud-Est del palazzo di Brera come appariva nel 1872, vista dalla parte di Sud-Ovest. A sinistra è la torre del cerchio meridiano Starke, ottenuta riadattando il campanile nel 1833; a destra è la specola progettata da Boscovich nel 1764, con i successivi ampliamenti.

Boscovich afferì all'ateneo pavese nella primavera del 1764 e già nell'estate di quell'anno ebbe occasione d'incontrare Pallavicini durante i giorni vacanzieri ch'egli aveva ritenuto di trascorrere presso il Collegio di Brera. Fu tosto convinto ad assumere l'incarico di organizzatore della nascente specola. Alcuni considerano pertanto il 1764 come data della fondazione dell'osservatorio, ma è più corretto parlare di costituzione poiché l'anno di fondazione è incerto e si ritiene cada tra il 1762 e il 1764.
Egli mise subito a frutto la pregressa esperienza maturata in seno al Collegio Romano quando ne aveva progettato la specola, poi rimasta irrealizzata, e stese il disegno delle modifiche da apportare al palazzo: erigere una torre a sezione quadrata di tredici metri di altezza sul cui tetto, piano e terrazzato, disporre due piccole cupole coniche di tre metri di diametro per ospitare gli strumenti osservativi. Altri strumenti si affacciavano al cielo da botole disposte sul terrazzo sommitale, dalla cui ampia superficie si poteva contemplare il cielo a occhio nudo per quelle osservazioni che non richiedevano l'uso di strumenti. Fu questo un raffinato progetto che prese le mosse dalla scelta dell'ala Sud-Est del palazzo, la più remota dagli eventuali disturbi cagionabili agli strumenti dai tremori indotti all'edificio dai veicoli in transito sul ciottolato e sul pavé delle vicine via Brera e via dei Fiori, a quell'epoca ancora contrade. Speciale cura egli dedicò alla forma, alle dimensioni e alla disposizione delle strutture portanti ad arco e delle volte, e al tirantaggio in ferro e legno necessario per irrigidire la sommità della specola, affinché gli strumenti potessero dirsi stabili. Tra questi vi sarebbero stati telescopi rifrattori, cerchi meridiani, strumenti parallattici, quadranti e sestanti. Si adoperò anche acciocché nei lunghi mesi necessari ai lavori non vi fosse intralcio alle osservazioni astronomiche già in essere o in programma, tanto che La Grange poté dedicarsi allo studio dei fenomeni geocentrici dei satelliti medicei di Giove, con il suo rifrattore.
Il progetto fu approvato nello stesso 1764 dal governatore di Milano, conte di Firmian, e compiuto già l'anno successivo, il 1765; nel 1772 vennero aggiunte due nuove cupole. La ragguardevole spesa fu finanziata in parte dal Collegio, in parte dal mecenatismo scientifico di volontari, tra i quali parecchi gesuiti, e in parte dallo stesso Boscovich.
Quello stesso anno la carica di rettore del Collegio di Brera fu affidata a padre Ignazio Venini, di San Fedele, e Federico Pallavicini fu mandato a occuparne il posto. L'avvicendamento rallentò lo sviluppo del nuovo osservatorio poiché il Venini risultò meno interessato all'opera e meno disposto a finanziarla. Sebbene le opere di edilizia e di falegnameria fossero ormai completate mancavano ancora parecchi strumenti, come si evince da una lettera di La Grange a padre Cavalli. Anche l'assistente di La Grange, Francesco Reggio, fu allontanato fino al 1772 e comandato all'insegnamento delle belle lettere presso il Collegio e poi della teologia presso Genova. Tutto questo avvenne non senza la palese volontà di esautorare poco a poco Boscovich, un po' per il suo temperamento d'indole focosa, un po' per le inimicizie maturate nel campo scientifico per causa della sua opera Theoria Philosophiae Naturalis che troppo si opponeva alle nuove idee in auge in quegli anni presso i circoli filosofici, soprattutto francesi.
Ciò nonostante l'osservatorio appariva ben congegnato e pronto per le sfide scientifiche offerte dall'astronomia di quel tempo; gli anni pionieristici di Bovio e Gerra parevano davvero lontani sebbene solo un lustro o poco più li separasse dal momento. Ben equilibrati erano il numero e la disposizione delle sale osservative, delle terrazze, delle specole e dei disimpegni, ottimi gli strumenti disponibili che oltre ai rifrattori comprendevano il sestante di Canivet alloggiato nel cupolino Nord-Ovest e la macchina parallattica di Adams per lo studio dei fenomeni planetari geocentrici alloggiata nel cupolino Nord-Est in condivisione con lo strumento dei passaggi. A questi si aggiunse nel 1766 il quadrante murale di Canivet. Ancora un decennio dopo, l'astronomo francese Jérôme Lalande dell'osservatorio di Parigi scriveva sul Journal des savants parole di elogio per Brera.
Dopo qualche dissapore Boscovich e La Grange lavorarono per diversi anni condividendo la strumentazione, sebbene nel 1770 si rese necessario dividere parte dei compiti e degli strumenti per insorte incompatibilità fra i due. Il periodo tra il 1766 e il 1772, anno dell'allontanamento di Boscovich da Brera, fu assai proficuo e l'osservatorio produsse scienza di ottimo livello tra cui studi della posizione geografica con calcolo della latitudine e della longitudine, delle eclissi, dei transiti, e di altri problemi classici di astrometria.

### Il nuovo piano di lavoro per le osservazioni
L'approccio metodologico di Boscovich alla scienza fu esemplare. Poco dopo il suo insediamento scrisse una dettagliata relazione per riassumere i lavori pregressi compiuti all'osservatorio e per delineare le future prospettive, donde traspaiono palesi la completa padronanza dello stato dell'arte della ricerca astronomica nel mondo, le relative problematiche e le metodologie per affrontarle sia sul piano teorico sia su quello osservativo e sperimentale. Questo approccio discende dalla chiara comprensione ch'egli ebbe del moderno metodo scientifico ascrivibile a Galileo e Newton e contraddistinto dal rigore e dalla consapevolezza che la teoria è volta a spiegare l'esperienza. È curioso notare che la relazione fu in seguito girata dal governo agli astronomi milanesi come linee guida nel 1777, quand'egli non apparteneva più all'organico dell'osservatorio da ormai un lustro, affinché ne traessero ispirazione per i loro metodi di lavoro. Questo testimonia il rispetto della sua valenza scientifica anche da parte di quello stesso governo che, in definitiva, ne aveva pianificato l'allontanamento
Nel medesimo tempo si possano andar facendo le osservazioni che appartengono alla teoria solare, quale vorrei si riesaminasse tutta da capo. Vorrei che con somma cura si osservassero gli equinozi ed i solstizi. Nella teoria del Sole vorrei che si ricavasse dal suo appulso al meridiano il continuo suo movimento colle piccole variazioni che vi si scorgono e che dipendono principalmente dalle azioni della Luna e di Venere e di Giove assieme.
Sarebbe bene di riesaminare colle osservazioni delle macchie del Sole il tempo della rivoluzione sua intorno all'asse e la posizione di questo per assicurarsi delle nutazioni che per sorte siano accadute al medesimo. Appena messo bene in ordine il quadrante, vorrei che si pigliasse l'appulso della Luna al meridiano tutte le volte che il cielo lo permette, cominciando così col seguente anno nuovo una serie di osservazioni per un intiero periodo di 18 anni. Vorrei che collo stesso quadrante murale si andassero pigliando spesso i luoghi dei pianeti, i quali poi si determinassero anche più diligentemente in certi punti più interessanti, come nelle opposizioni superiori, nelle massime elongazioni degli inferiori, preparando i materiali per determinare colle osservazioni fatte in questo Osservatorio gli elementi delle loro orbite e quanto appartiene ad essi.
I movimenti di Giove e di Saturno sono ancora molto dubbiosi per le irregolarità non ancora bene determinate. Io ho una teoria delle aberrazioni che scambievolmente si cagionano, la quale è pubblicata in un tometto intitolato: De inequalitatibus, quas Saturnus et Jupiter sibi mutuo videntur inducere, praesertim circa tempus coniunctionis; Romae, 1756. Potrebbero andarsi calcolando le tavole col metodo ivi indicato, ed io son sicuro che da quella teoria si possono ricavare esattissime. Le comete quando appariscono devono osservarsi con somma esattezza, e ciò tanto più quanto colla mia teoria si può ora fino dai primi giorni calcolare la loro orbita molto prossima al vero ed in brevissimo tempo.
Quando vi fossero due Astronomi col calcolatore di professione, si farebbe ben molto a pro dell'Astronomia in pochi anni. Ma anche il lavoro assiduo di quei due con quello che inoltre andrà facendo finché può il P. La Grange, e andrò in buona stagione facendo anch'io finché ho forze se rimango qui, potrebbe dare un buon lustro all'Astronomia. Le osservazioni meteorologiche stanno benissimo nelle mani del P. La Grange che sempre si è occupato in esse dalla sua prima gioventù in Marsiglia e qui tutt'al più dovrà aversi cura di riformare alcuno degli strumenti che adopera, per sostituirvi quelli nuovamente migliorati dall'industria degli odierni Fisici.»
(Boscovich)

## Strumenti

### Sestante mobile Canivet
Costruito a Parigi da Canivet nel 1765 con la supervisione di Lalande, arrivò a Brera nel 1766. È un settore di 60º d'ampiezza e 195 cm di raggio costruito in ferro ma con il lembo graduato in ottone, montato su colonna altazimutale. La targa reca la dicitura Fait par Canivet, Ingénieur en instrumens des Mathématiques de Messieurs de l'Académie Royale des Sciences à La Sphère à Paris, 1765. Fissati al settore operano due cannocchiali tra loro ortogonali, di cui uno parallelo al raggio passante per il punto di 0 e adatto a osservare gli astri molto alti sull'orizzonte, l'altro dedicato agli astri più bassi. Nel 1824 furono entrambi sostituiti con cannocchiali di Fraunhofer. I micrometri a filo mobile applicati a ciascun cannocchiale consentono la lettura dei minuti d'arco e dei centesimi di minuto.
Dopo aver orientato l'intero settore affinché uno dei due cannocchiali punti l'astro oggetto dell'indagine si esegue la misura di altezza leggendo l'angolo indicato da un filo a piombo, che dal vertice superiore dello strumento discende e scorre vicinissimo alle suddivisioni del lembo. Per scongiurare i tremori del filo innescati da eventuali movimenti dell'aria esso è contenuto in una lunga scatola, alla cui estremità inferiore v'è una finestrella ove si affaccia il microscopio per la precisa lettura della fine scala graduata sul lembo; un sistema d'illuminazione consente l'uso notturno. Le oscillazioni del filo sono smorzate in una vaschetta d'acqua in cui è immerso il peso installato all'estremità.
I settori di Canivet avevano fama di essere meno precisi ma più economici rispetto ai concorrenti inglesi dell'epoca. Appena giunto all'osservatorio Boscovich e La Grange ne verificarono la qualità con metodi ideati dallo stesso Boscovich e la trovarono buona.
Lo stato attuale di conservazione è discreto. Mancano però i cannocchiali e alcune parti meccaniche; la graduazione fine del lembo è ormai illeggibile.

### Quadrante murale Canivet
Costruito a Parigi da Canivet. Appartiene alla schiera degli strumenti di precisione acquistati dall'osservatorio nei primi anni dopo la nascita. L'intelaiatura è un settore circolare di 195 cm di raggio, in ferro, ampio poco più di 90º e con il lembo di ottone su cui è incisa la scala graduata. Le suddivisioni principali sono in gradi, le secondarie vanno di 5 in 5 primi. Il nonio ventesimale che scorre lungo il lembo permette di discernere i 15 secondi d'arco. Una precisione ancora migliore si ottiene leggendo il nonio a tamburo inciso sulla manopola del micrometro che permette di apprezzare il secondo d'arco. I fili dei micrometri sono illuminati da una candela la cui luce è riflessa all'interno del tubo con un sistema di specchi, in seguito migliorato da Boscovich con l'aggiunta di uno specchio mobile regolabile.
La struttura si fissa alla parete in due punti che reggono i due sostegni con le meccaniche di regolazione in verticale e in orizzontale, per la perfetta messa in stazione. Un sistema di contrappesi e carrucole completa l'apparato dei fini movimenti di taratura. Un secondo contrappeso compensa la flessione del tubo del cannocchiale.
Nel 1773 furono ultimate le verifiche strumentali, in particolare quella di planarità e quella di regolarità della scala graduata, che diedero risultati solo discreti. Fu tuttavia possibile determinare l'errore sistematico, pari ad alcuni secondi d'arco, e correggere così i valori delle letture. Fu quindi installato dapprima nella sala dei quadranti, verso Sud, e dappoi spostato a Nord per far posto nel 1791 al neoacquistato quadrante di Ramsden.
Lo strumento si presenta oggi mal conservato: restano solo l'intelaiatura in ferro del quadrante e il tubo del cannocchiale.

### Settore equatoriale Sisson

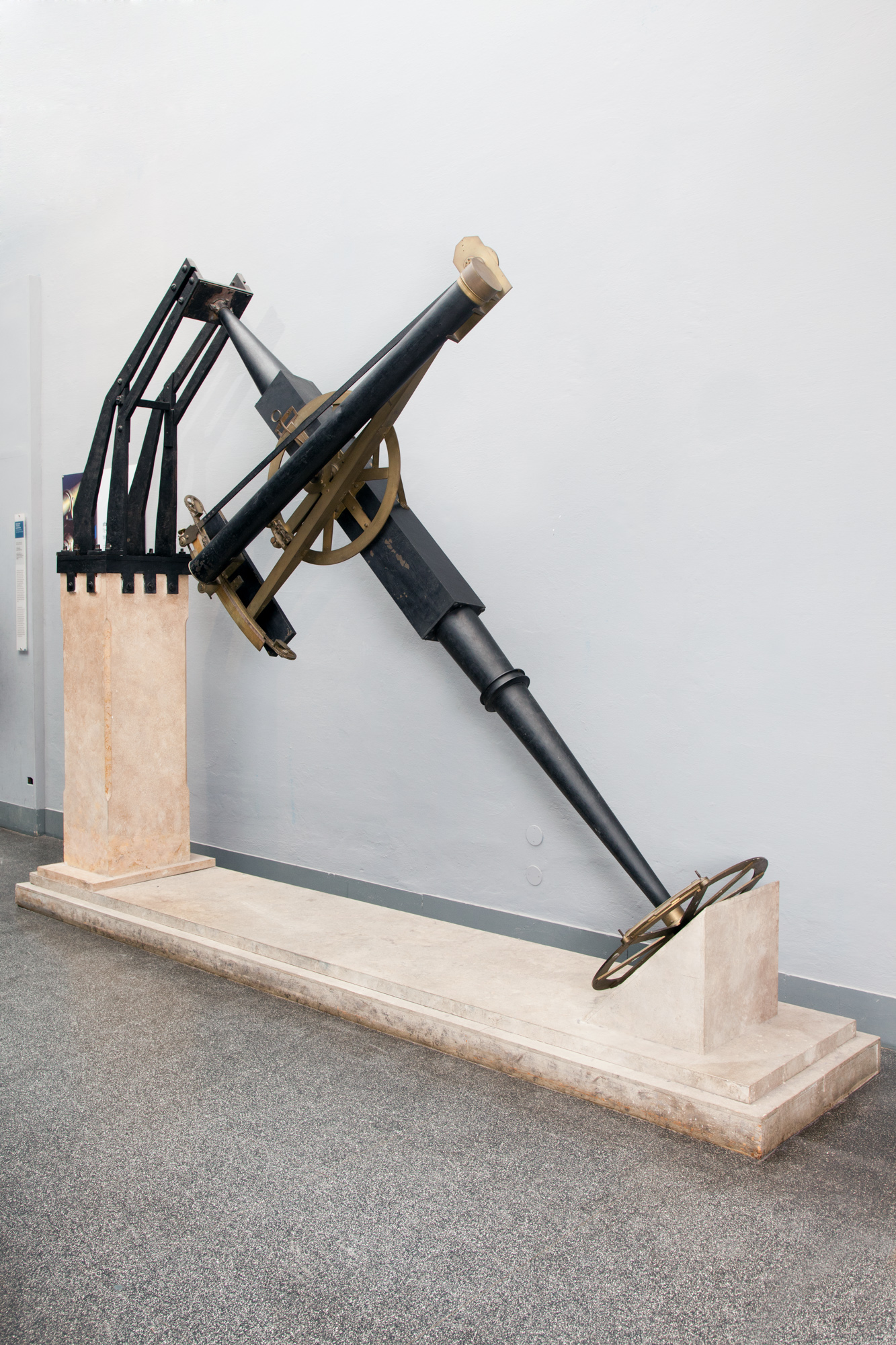
Il Settore equatoriale Sisson esposto al Museo nazionale della scienza e della tecnologia Leonardo da Vinci di Milano

Costruito a Londra da Jeremiah Sisson nel 1774 con la supervisione di Nevil Maskelyne, astronomo reale dell'osservatorio di Greenwich, arrivò a Brera nel 1775. L'anno prima padre La Grange s'era interessato presso Maskelyne per l'eventuale acquisto di strumenti inglesi per la specola milanese. Egli era attratto in particolare dai quadranti murali e dai settori equatoriali. Maskelyne suggerì il nome di Sisson e si offrì per seguire di persona i lavori di costruzione, convincendo La Grange a tralasciare la ditta di Bird cui all'inizio aveva pensato di rivolgersi. I prezzi dei Sisson superavano di molto quelli dei Bird e La Grange dovette rinunciare all'acquisto di uno dei due strumenti; scelse così il solo settore equatoriale e versò un anticipo di 90 sterline, pari a circa la metà del costo complessivo, e informò il governatore Firmian citandogli quanto saputo da Maskelyne riguardo alla bontà e la disponibilità del costruttore Sisson che vantava il pregio "d'être beaucoup plus disposé à ecouter conseil et à se laisser guider par un astronome". Il settore fu quindi installato nella torre Nord-Est della specola.

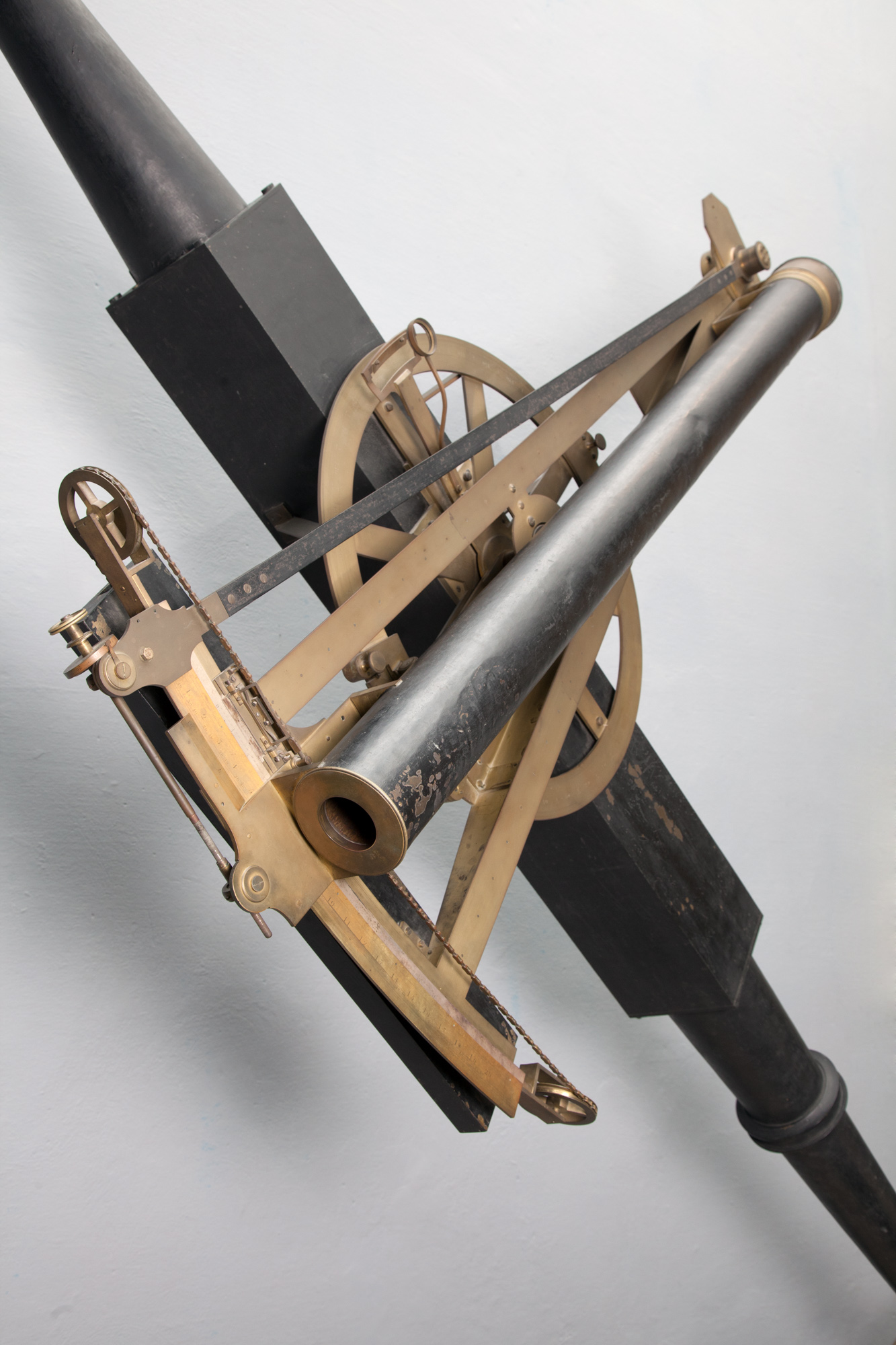
Il Settore equatoriale Sisson esposto al Museo nazionale della scienza e della tecnologia Leonardo da Vinci di Milano

Lo strumento reca incisa la scritta Sisson London 1774. Il cannocchiale è montato all'inglese, su montatura equatoriale a due appoggi con regolazioni micrometriche per la messa in stazione. L'asse di ascensione retta si compone di tre parti, come in uso a quell'epoca: alla parte centrale a parallelepipedo sono unite le due estremità coniche. La sezione centrale monta il cerchio graduato di declinazione di 63 cm di diametro il cui lembo è suddiviso in intervalli di 20 primi d'arco, numerato da 0º a 180º su ambo le semicirconferenze. Il cerchio di ascensione retta è simile al primo ma collocato all'estremità inferiore dell'asse orario, il suo lembo è diviso in intervalli di un minuto e il nonio permette di discernere i 5 secondi. Sono questi i cerchi per le letture approssimate. Le letture fini si eseguono sul grande settore di cerchio ampio 21º e di raggio 152 cm, che dà il nome allo strumento, sul cui lembo suddiviso in intervalli di 10 primi d'arco scorre il nonio che consente di discernere il primo d'arco; la manopola della vite per i movimenti micrometrici è un nonio a tamburo che permette di raggiungere il secondo d'arco. In seguito Francesco Carlini fece apporre a lato del lembo una nuova scala graduata in argento finemente incisa con suddivisioni ampie due primi, il cui nonio permette di discernere i 4 secondi d'arco. Come di consueto un sistema di contrappesi annulla le flessioni del tubo. L'insieme è tuttavia poco stabile e il tocco delle manopole di regolazione micrometrica induce tremolii assai fastidiosi, di cui ebbero a lamentarsi sia Kreil sia Schiaparelli che scrisse "allorché si vuole usare la vite micrometrica trema tutta la macchina e si perde la fiducia nelle fatte osservazioni".
Il cannocchiale ha 10 cm di apertura e 153 cm di focale e dispone di due oculari, di un cercatore e di un micrometro filare a quattro fili e lamelle mobili, in seguito sostituito con altro a cinque fili. Nel 1885 Carlini fece sostituire la lente obiettiva con una lavorata da Georg Simon Plössl e pagata 440 fiorini.
Questo settore equatoriale ebbe vita lunga e feconda per osservazioni di ogni tipo: planetarie, delle comete, delle occultazioni, delle macchie solari al fine di misurare la velocità di rotazione del Sole. Kreil e Stambucchi vi eseguirono una lunga serie di accurate misure delle librazioni lunari tra il 1831 e il 1834. Anche il pianeta Urano fu osservato con interesse, in particolare da Barnaba Oriani, che ne stabilì l'orbita, subito dopo la scoperta del 1781 fatta da William Herschel. Per un secolo fu in effetti l'unico strumento equatoriale disponibile a Brera. Venne usato anche da Schiaparelli per seguire la cometa del 1862 (la 1862 II) e fu con esso che il 29 aprile del 1861 egli scoprì l'asteroide 69 Hesperia, osservato già il giorno 26 ma non riconosciuto come tale.
Con il tempo, alcune parti dello strumento sono andate disperse; fra queste i contrappesi, la lente obiettiva e gli accessori più importanti quali il telescopio cercatore, gli oculari, i micrometri, la lente del nonio.
Lo strumento è conservato presso il Museo nazionale della scienza e della tecnologia Leonardo da Vinci di Milano dove è esposto nella sezione Astronomia e Spazio.

### Strumento dei passaggi Megele
Costruito a Milano nel 1775 da Giuseppe Megele e modificato da Grindel nella prima metà dell'Ottocento, arrivò a Brera nel 1776 in sostituzione del vecchio strumento dei passaggi di Canivet.
È composto da un cannocchiale, il cui obiettivo acromatico di 88 mm di apertura e 180 cm di focale fu costruito da Dollond, montato su un asse orizzontale di ottone chiamato asse di altezza e ad esso perpendicolare. Questo è costituito da una parte cubica centrale che reca la scritta "Giuseppe Megele fecit in Milano 1775" da cui dipartono due semiassi leggermente troncoconici per minimizzare le flessioni, con estremità cilindriche e costruite in una lega più resistente a base, forse, di stagno e ottone le quali s'innestano nei sostegni dei pilastri portanti. All'asse di altezza è fissato un cerchio graduato suddiviso in intervalli di 10 primi d'arco e numerato di 10º in 10º, che scorre a lato di un nonio a 0 centrale con 60 divisioni simmetriche. È questo il cerchio su cui si leggono i valori delle altezze. In origine al suo posto vi era un semicerchio di minor diametro, poi sostituito nel 1793 da un altro semicerchio più grande. Un sistema di contrappesi e carrucole alleggerisce i carichi sui cuscinetti a dolce frizione che sorreggono l'asse e alleviano le flessioni del tubo.
Subito dopo l'installazione si procedette alla misura dell'errore azimutale tramite una mira circolare nera collocata su una casa di campagna presso Niguarda, che vista da Brera sottendeva un angolo di 12 secondi d'arco. Fu impiegato per i lavori di ricerca fino al 1812, anno di arrivo del nuovo strumento di Reichenbach, e in seguito per la didattica. Nel 1835 fu ruotato e disposto a muoversi nel piano del primo verticale, cioè nel piano che passa per i poli dell'orizzonte e per i punti cardinali Est e Ovest.

### Quadrante mobile
È un quadrante mobile con struttura in ferro, di raggio 66 cm e ampio 90º, montato su treppiede a colonna a circa 137 cm di altezza dal pavimento. Opera come il sestante mobile.
Scarse notizie riguardo a questo strumento sono oggi disponibili. Lo stato di conservazione è parziale: mancano la scala graduata, il cannocchiale, i sistemi di puntamento.

### Macchina parallattica Mégnié
In origine era appartenuta all'osservatorio veronese di Antonio Cagnoli. Arrivò a Brera nel 1798 per decisione di Napoleone dopo che l'osservatorio del Cagnoli era rimasto danneggiato dalle azioni di guerra compiute nel 1796 dall'esercito francese, e la sua strumentazione ripartita tra la scuola del Genio e gli osservatori di Brera e di Bologna. Il restauro fu eseguito dal meccanico Megele. Anche Cagnoli seguì la sorte del suo strumento e si trasferì a Brera nel 1797.
È interamente in ottone. Il cerchio di ascensione retta reca la scritta Equatorial de Mégnié 1784, ha diametro di 41 cm ed è diviso in gradi. La scala è numerata di 10º in 10º, una seconda scala è numerata in ore. Il nonio permette di discernere i 5 primi d'arco ed è fissato a un'alidada. L'asse orario può regolarsi a vite per latitudini comprese dai 30º ai 58º; l'angolo si legge sulla scala graduata di un settore suddivisa in intervalli di 30 primi e numerata di 5º in 5º, il nonio permette di discernere i 10 primi. Il cerchio di declinazione è all'estremità dell'omonimo asse, uguale in dimensioni al cerchio di ascensione retta e suddiviso in gradi. La scala è divisa in quattro quadranti numerati ciascuno da 0º a 90º. Il nonio permette di leggere i 15 primi. Fissato all'asse di declinazione da banda opposta al cerchio è il tubo del cannocchiale. Questa montatura equatoriale consente di rivolgere lo strumento verso qualsiasi zona del cielo e può considerarsi simile alle moderne montature tedesche e inglesi. L'obiettivo del cannocchiale è un tripletto acromatico di 84 mm di apertura e 120 cm di focale.
Fu collocata nella torre Sud-Est dell'osservatorio in luogo della vecchia macchina parallattica di Adams.

### Quadrante portatile Megele
Costruito a Milano da Giuseppe Megele nel 1784, fu usato dal 1788 al 1794 soprattutto nella campagna geodetica per la Carta della Lombardia dagli astronomi Angelo De Cesaris, Francesco Reggio e Barnaba Oriani. È precursore del teodolite.
La struttura è la tipica di quegli anni: armatura in ferro e lembo in ottone con incisa la scala graduata di 49 cm di raggio. Essa si estende da -11º a +94º, è divisa in intervalli di 20 primi d'arco e numerata ogni 5º. Sul braccio mobile sono montati il cannocchiale e il nonio che permette di discernere il primo d'arco. Sul nonio v'è la scritta Giuseppe Megele in Milano 1784. Sul lato orizzontale è installata una livella a bolla orientabile, per agevolare la messa in stazione dello strumento sul campo. L'armatura reca quattro fori che probabilmente sostenevano un secondo cannocchiale, fisso, di cui non v'è notizia. Nel basso della montatura è installato un piccolo cerchio graduato orizzontale, diviso in gradi.
Lo strumento è altazimutalmente montato su treppiede di legno, grazie a due snodi l'asse di altezza può scambiarsi con quello di azimut per disporre il quadrante tanto in verticale quanto in orizzontale o, se necessario, in altro piano. Ambo gli snodi recano viti di regolazione micrometrica che s'ingranano su cremagliere ampie 120º. Per i movimenti rapidi le viti possono disimpegnarsi.
Lo stato di conservazione è buono. Mancano tuttavia i cannocchiali.

### Aste per basi geodetiche Megele
Furono costruite da Megele per misurare la base geodetica della Carta topografica del Milanese e del Mantovano nel 1788. Sono tre aste di ferro con sezione a T, due di egual dimensione, la terza un poco più stretta ma di pari lunghezza. Misurano due tese parigine di lunghezza, pari a circa 389,8 centimetri. La tratta di misura è indicata da due linee di fede incise.
Ogni asta è alloggiata in una sorta di scatola di legno lunga e sottile che l'accoglie per il ramo verticale della T. Gli estremi di questi contenitori protettivi hanno sagoma adatta per affiancare le aste durante la misura cosicché la linea di fede terminale di una venga ad appaiarsi con quella iniziale dell'altra. Il perfetto allineamento delle linee di fede si consegue con un sistema micrometrico: una ruota dentata solidale con il contenitore e in presa su una cremagliera solidale con l'asta permette i piccoli e precisi movimenti longitudinali necessari per ben affiancare le linee delle due aste; ogni asta scorre con dolcezza su tre coppie di ruote fissate al contenitore e può bloccarsi con due fasce di cuoio. Asta e contenitore protettivo si ripongono a fine lavoro in una cassa di legno rinforzata da fasce metalliche.

### Dinametro di Ramsden
È un piccolo strumento per misurare gli ingrandimenti ottenuti da un telescopio su cui sia montato un oculare. La misura si ricava dal rapporto fra il diametro dell'obiettivo e quello della sua immagine come appare nell'oculare. Il dinametro è esso stesso un oculare, positivo, con una scala graduata incisa su madreperla e posta nel fuoco. Si appone dietro l'oculare del telescopio per osservare l'immagine da esso fornita e determinarne le misure grazie alla scala graduata.
I dinametri furono in seguito migliorati grazie all'impiego di lenti spezzate le cui metà forniscono due immagini e che possono muoversi con sistemi micrometrici. La misura si ottiene così dal numero dei giri della manopola necessari per allineare le due semifigure.

### Telescopio rifrattore Merz-Repsold da 49 cm

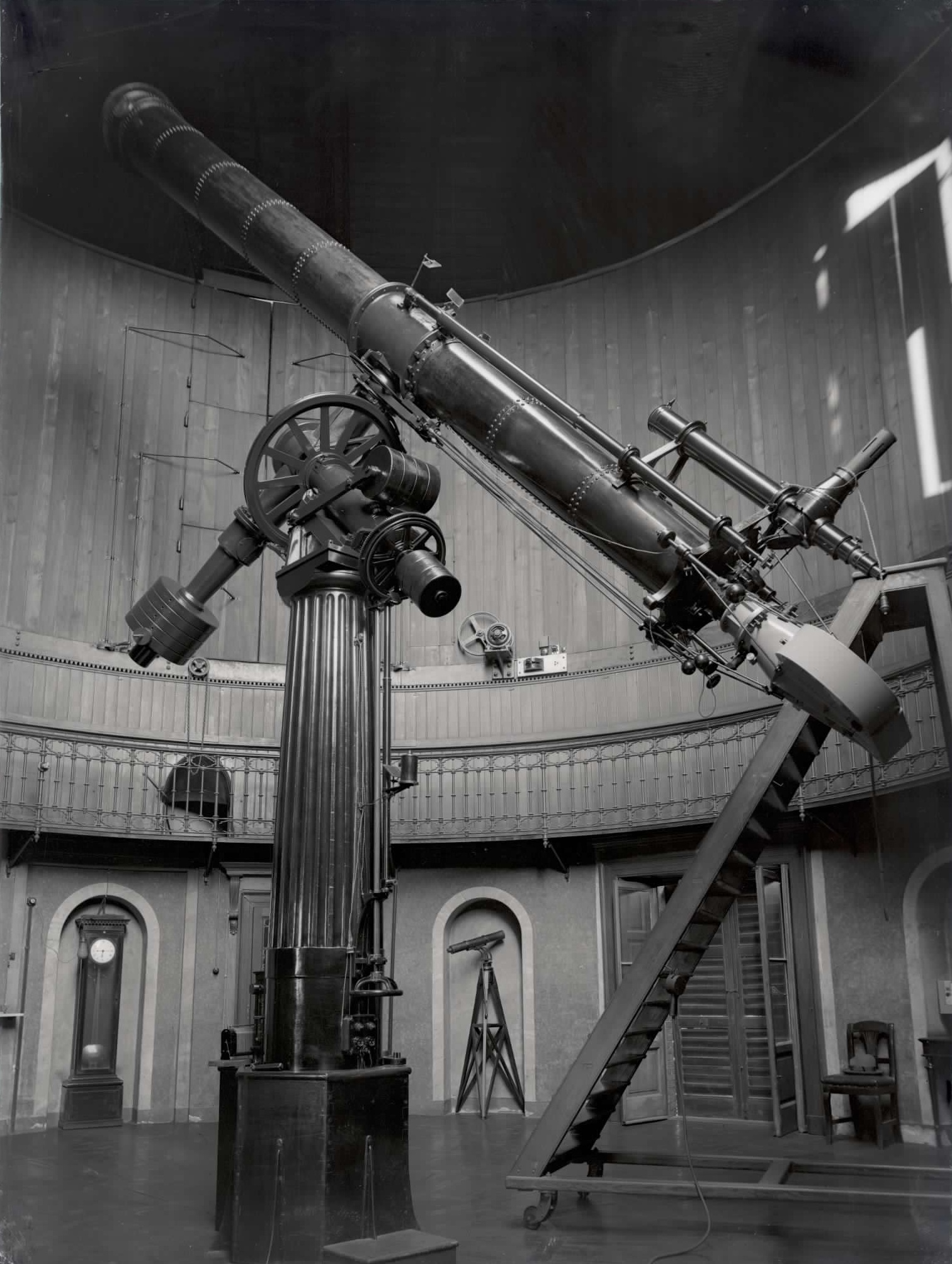
Telescopio Merz-Repsold nel 1925

Costruito dalle due aziende tedesche Merz (per l'ottica) e Repsold (per la montatura), è stato il più grande telescopio rifrattore d'Italia. Disponeva di una lente obiettiva da 49 cm, non più presente, con una lunghezza focale di 7 m, montata su una colonna di supporto alta 5 m e per un peso totale di circa 7 tonnellate. Fortemente voluto da Giovanni Virginio Schiaparelli, venne finanziato nel 1878 dal Parlamento Italiano, nonostante le difficoltà economiche in seguito all'Unità, giungendo a Brera nel 1882. Dagli studi effettuati con esso tra il 1886 e il 1890 scaturì la presenza dei canali di Marte. Nel 1936 il telescopio fu trasferito all'osservatorio di Merate, per poi venire definitivamente smantellato negli anni '60. Nel 2010, in occasione del centenario della morte di Schiaparelli, l'osservatorio di Brera avviò un progetto di restauro. In accordo con la Soprintendenza Archeologia Belle Arti e Paesaggio, è stato realizzato da ARASS-Brera (Associazione per il Restauro degli Antichi Strumenti Scientifici Onlus) e dal 2015 si trova esposto nel Museo nazionale della scienza e della tecnologia Leonardo da Vinci.

### Strumento dei passaggi AP 100

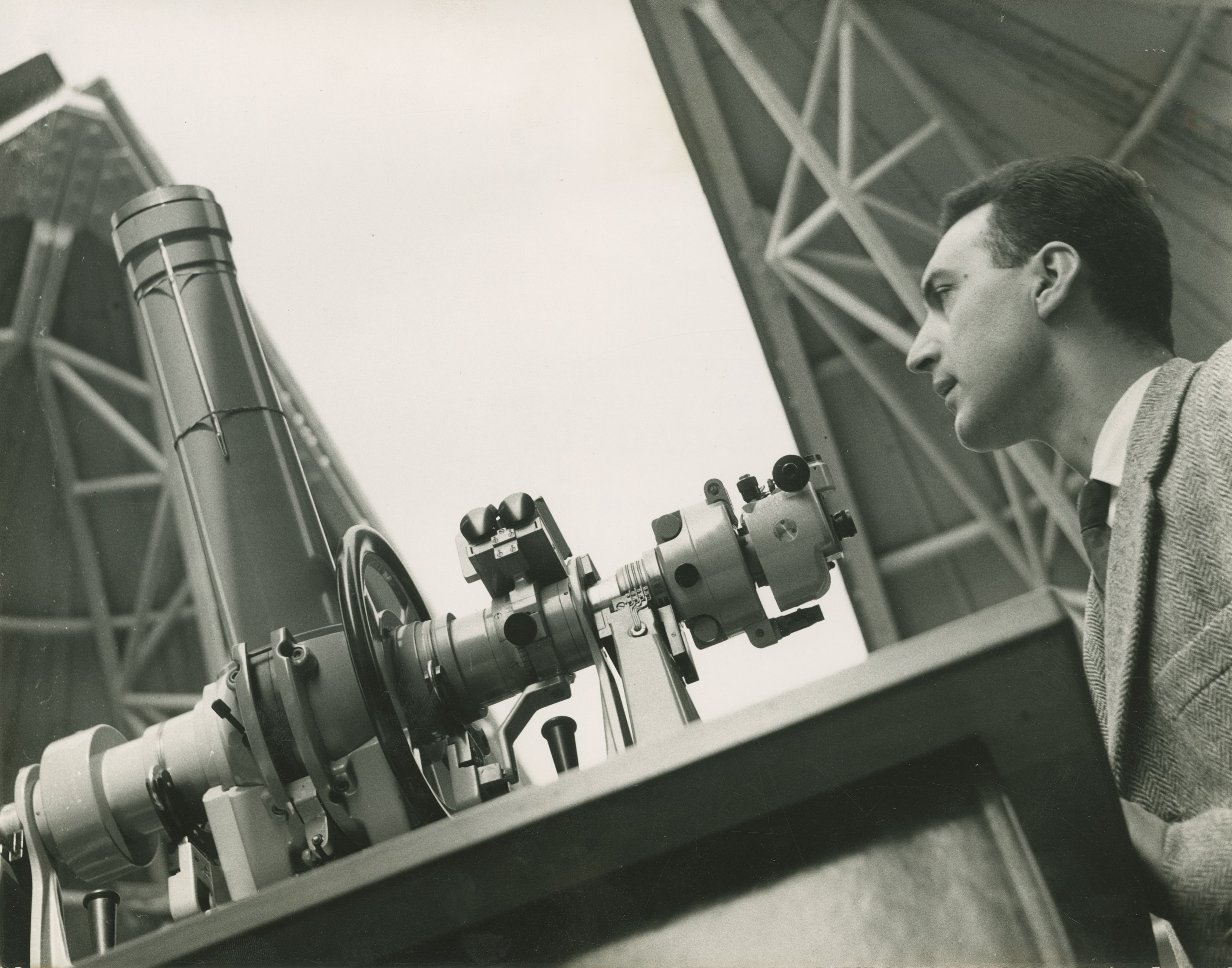
Lo strumento dei passaggi Ap 100 posto sotto la cupola aperta

Il direttore Francesco Zagar, terminata la ricostruzione del secondo dopoguerra, intraprese il rinnovo della strumentazione astrometrica in modo tale che l’Osservatorio fosse in grado di partecipare ai lavori dell’Anno Geofisico Internazionale indetto dal luglio 1957 al dicembre 1958. In preparazione dell'evento nel 1955 fu acquistato lo strumento dei passaggi Ap 100 e venne creato il Centro di Cronometria.
Nel frattempo fu costruita una nuova cupola in sostituzione della vecchia realizzata nel 1881. La nuova struttura aveva una caratteristica apertura a quattro spicchi orientati in modo da permettere l’osservazione nel piano del meridiano locale e in quello normale a esso. Nella cupola furono collocati l’Ap 100 e lo strumento dei passaggi di Bamberg che eseguiva misure di latitudine osservando il transito allo zenit di vari astri.
Lo strumento venne utilizzato dal 1955 al 1970 principalmente per fornire il Servizio dell’Ora.

### Articoli
- A. Mandrino, G. Tagliaferri, P. Tucci, R. Valota, L'osservatorio astronomico di Brera. Storia in Lombardia, 1984, III(2): pagine 143-147
- A. Mandrino, G. Tagliaferri, P. Tucci, L'Archivio della specola di Brera. Nuncius, Annali di Storia della Scienza, 1988, III(1): pagine 163-176
- P. Tucci Storia e Scienza a Brera: l'osservatorio astronomico. Emmeciquadro, 1998, 2: pagine 87-89
- P. Tucci, Gli Strumenti nella storia della scienza. In G. Riccadonna, P. Tucci, M. Zaninelli, M. Zulian, "La Scienza in Collegio. Strumenti scientifici del Collegio S. Francesco in Lodi", Lodi, 2002, pagine 43-51 ISBN 88-900942-0-6
- G. Tagliaferri, P. Tucci, P. Frisi e gli astronomi di Brera. In G. Barbarisi, "Ideologia e scienza nell'opera di Paolo Frisi (1728-1784)", Franco Angeli Editore, Milano, 1987, pagine 145-160
- A. Mandrino, G. Tagliaferri, P. Tucci, Catalogo della corrispondenza degli astronomi di Brera (1726-1799). Istituto di Fisica editore, Milano, 1986
- A. Mandrino, G. Tagliaferri, P. Tucci, Inventario di archivio dell'osservatorio astronomico di Brera (1726-1917). Istituto di Fisica editore, Milano, 1987
- G. Tagliaferri, P. Tucci, La dimissione di Boscovich da Brera. Giornale di Astronomia, 1984, 10(3-4): pagine 201-207
- G. Tagliaferri, P. Tucci, Il contributo degli astronomi di Brera alla determinazione dell'orbita di Urano. Giornale di Astronomia, 1987, 13(4): pagine 8-14
- G. Tagliaferri, P. Tucci, Boscovich and the determination of cometary orbits. Proc. Bicentennial Commemoration of R. Boscovich, a cura di M. Bossi e P. Tucci; Unicopli Editore, Milano, 1988, pagine 189-202
- D. Cenadelli, P. Tucci, I contributi di studiosi italiani all'astronomia gravitazionale, astronomia osservativa e all'astronomia descrittiva alla fine del XIX secolo. In P. Calledda, E. Proverbio, "Storia del Servizio Internazionale delle latitudini e delle imprese di cooperazione internazionale (1850-1950)". Astronomia e archeoastronomia. Atti del Convegno di Storia dell'Astronomia, Cagliari 24-25 settembre 1999. Edizioni CUEC, Cagliari, 2000, pagine 217-242
- A. Mandrino, G. Tagliaferri, P. Tucci, Gli strumenti astronomici di Amici a Milano. Giornale di Fisica, 1988, 29(2-3): pagine 169-176
- A. Mandrino, G. Tagliaferri, P. Tucci, G. B. Amici's telescopes for Brera Observatory. Nuncius, Annali di Storia della Scienza, 1989 IV(2): pagine 147-164
- P. Tucci, Amici's reflectors and refractors. Memorie della Società Astronomica Italiana, Journal of the Italian Astronomical Society, 1990, 61(4): pagine 877-897
- E. Proverbio, P. Tucci, Giovan Battista Amici costruttore di telescopi e cannocchiali acromatici. Physis, 1993, XXX(1): pagine 145-182
- E. Proverbio, P. Tucci, From Reflectors to Refractors: the Evolution of Giovan Battista Amici, Constructor of Astronomical Instruments. In G. Dragoni, A. McConnell, G. Turner, "Proceedings of the eleventh international scientific instrument symposium", University of Bologna, Italy, 9-14 september 1991; Grafis Edizioni, Bologna, 1994
- E. Miotto, G. Tagliaferri, P. Tucci, L'Osservatorio Astronomico di Brera e i suoi strumenti: due secoli di storia di una specola. In "Gli strumenti sismici storici. Italia e contesto europeo", a cura di Graziano Ferrari, Edizioni SGA, Bologna, 1990
- G. Tagliaferri, P. Tucci, La valorizzazione del patrimonio storico dell'Osservatorio Astronomico di Brera. In Instrumenta, edizioni Grafis, Bologna, 1991, pagine 205-209
- P. Tucci, A. Mandrino, A. Testa, Giovanni Virginio Schiaparelli, la vita sul pianeta Marte. Mimesis, Milano, 1998
- L. Buffoni, E. Proverbio, P. Tucci, Pietro Tacchini. Lettere al Padre Angelo Secchi (1861-1877). Università degli Studi, Pontificia Università Gregoriana, Milano, 2000
- L. Buffoni, A. Manara, P. Tucci, G. V. Schiaparelli and A. Secchi on shooting stars. Memorie della Società Astronomica Italiana, Journal of the Italian Astronomical Society, 1990, 61(4): pagine 935-959
- L. Buffoni, A. Manara, P. Tucci, G. V. Schiaparelli A. Secchi: corrispondenza (1861-1878). Edizioni Artes, Milano, 1991
- M. Basso Ricci, P. Tucci, Il primo rilevamento magnetico globale dell'Italia compiuto da F. Denza tra il 1875 e il 1878. Rendiconti dell'Istituto Lombardo, Accademia di Scienze e Lettere, 1993, 127(1): pagine 3-22
- M. Basso Ricci, P. Tucci, Gauss's Magnetometer at Brera Astronomical Observatory. In G. Dragoni, A. McConnell, G. Turner, "Proceedings of the eleventh international scientific instrument symposium", University of Bologna, Italy, 9-14 september 1991; Grafis Edizioni, Bologna, 1994
- M. Basso Ricci, P. Tucci, Considerazioni storiche e didattiche su strumenti e metodi di misura del magnetismo terrestre. Museoscienza (Nuova Serie), 1993, 3(4/5): pagine 30-33
- M. Basso Ricci, P.Tucci, La catalogazione di strumenti geomagnetici italiani. Nuncius, Annali di Storia della Scienza, 1995 X(1): pagine 211-215
- G. Tagliaferri, P. Tucci, The visit to the low countries in 1786 of the astronomer Barnaba Oriani. In "Italian Scientists in the Low Countries in the XVIIth and XVIIIth Centuries", Edited by C. S. Maffioli and L. C. Palm; Editions Rodopi, Amsterdam, 1989
- G. Tagliaferri, P. Tucci, La visita dei Paesi Bassi nel diario di viaggio di Barnaba Oriani (1752-1832), astronomo milanese del Settecento. Incontri, Rivista di studi italo-nederlandesi, 1989, 4(1-2): pagine 59-83
- A. Mandrino, G. Tagliaferri, P. Tucci Un viaggio in Europa nel 1786. Diario di Barnaba Oriani astronomo milanese. Leo Olschki editore, Firenze, 1994
- G. Tagliaferri, P. Tucci, P. S. de Laplace e il grado di meridiano d'Italia. Giornale di Fisica, 1993, XXXIV(4): pagine 257-277
- G. Tagliaferri, P. Tucci, Laplace, Oriani, and the Italian meridian degree. In "Proceedings della 1st Europhysics Conference History of Physics in Europe in the 19th and 20th centuries", Villa Olmo, Como, September 2-3, 1992. pp. 93–100
- G. Tagliaferri, P. Tucci, Alcune lettere inedite di P.S. Laplace a B. Oriani. Quaderno di Storia della Fisica, 1997, I: pagine 5-34
- G. Tagliaferri, P. Tucci, Carlini and Plana on the theory of the Moon and their dispute with Laplace. Annals of Science, 1999, 56(3): pp. 221–270
- G. Tagliaferri, P. Tucci, Su una lettera dell'astronomo austriaco J.T. Bürg a P.S. Laplace. Quaderni di Storia della Fisica, 1999, 5: pagine 7-18
- P. Tucci, Brera astronomer's contributions to Celestial Mechanics from 1776 to 1821. In Luisa Pigatto, "Giuseppe Toaldo e il suo tempo. Nel bicentenatio della morte. Scienze e Lumi Tra Veneto e Europa". Atti del Convegno Padova, 10-13 novembre 1997. Bertoncello Artigrafiche, Padova, 2000, pagine 361-379
- S. Cirani, P. Tucci, La ricerca astronomica in Italia nella seconda metà dell'Ottocento. In Carlo G. Lacaita, "Scienza Tecnica e Modernizzazione in Italia fra Otto e Novecento", Franco Angeli editore, Milano, 2000, pagine 199-218
- G. Tagliaferri, P. Tucci, The dispute between Carlini-Plana and Laplace on the theory of the Moon. In C. Barbieri, F. Rampazzi, "Earth-Moon Relationships. Proceedings of the Conference held in Padova, Italy at the Accademia Galileiana di Scienze Lettere ed Arti, November 8-10, 2000", Dordrecht/Boston/London: Kluwer Academic Publishers, 2001, pp. 427–441
- R. Rampazzo, L. Reduzzi, P. Tucci, CÆLUM ET TERRA: an Internet access addressed to the historical heritage preservation of the Osservatorio Astronomico di Brera and to modern astronomical knowledge dissemination. In "Proceedings of 1st International Congress on: "Science and Technology for the safeguard of cultural heritage in the Mediterranean Basin" Catania-Siracusa, 27 November - 2 december 1995, pp. 1723–1729
- P. Tucci, Storia della Fisica ed Educazione Scientifica. Giornale di Fisica, 1997, XXXVIII(3): pagine 195-199
- P. Tucci, Storia della Fisica, didattica della Fisica e Cultura scientifica. Supplemento n. 3 al Giornale di Astronomia, a cura di Sebastiana Lai e Pino Calledda, marzo 2001, vol. 28º- n1 (suppl.), pagine 43-45
- P. Tucci, M. Mattavelli, Storia e Scienza a Brera. Un'iniziativa di conservazione e valorizzazione del patrimonio storico-scientifico finalizzata alla diffusione della cultura scientifica. Lettera Matematica Pristem, 2000, 35: pagine 35-40
- A. Testa, P. Tucci, Muséalisation contre contextualisation: le rôle de la sauvegarde et de la valorisation du patrimoine historique dans un institut de recherche scientifique. In "Science and Technology for the safeguard of cultural heritage in the mediterranean basin", Paris Amsterdam New York Oxford Shannon Tokyo: Elsevier, 2000, 2 Vols., 2º Vol., pp. 1293–1300
- P. Tucci, Mela o melone? Il problema della forma della Terra nel Settecento. In "Segni e Sogni della Terra. Il disegno del mondo dal mito di Atlante alla geografia delle reti", De Agostini, Novara, 2001, pagine 23-26
- P. Tucci, Mari Fiumi e Canali Marziani. In R. Cordani, "Milano. Meraviglie. Miracoli. Misteri", Edizioni CELIP, Milano, 2001, pagine 117-119
- P. Tucci, Gli astri dai tetti di Brera. In R. Cordani, "Milano. Meraviglie. Miracoli. Misteri", Edizioni CELIP, Milano, 2001, pagine 109-111
- P. Tucci, Role of university museums and collections in disseminating scientific culture. Museologia, 2002, 2(1&2): pagine 53-66
- Francesco Carlini, Notizie sulla vita e sugli studii di Antonio Cagnoli. In "Atti della Societa Italiana delle Scienze residente Modena", Soc. Tipografica, Modena, 1819, tomo XVIII

### Commemorazioni
- Emilio Bianchi, Discorso letto a Savigliano il 15 novembre 1925 per l'inaugurazione del monumento a Giovanni Schiaparelli. Contributi della R. Specola di Brera, n. 11 estratto dalle Memorie della Società Astronomica Italiana, Nuova Serie, Vol. III, 1926
- Emilio Bianchi, Barnaba Oriani. Contributi della R. Specola di Brera, n. 21, estratto dalle Memorie della Società Astronomica Italiana, Vol. VI, n.3, 1933
- Emilio Bianchi, Commemorazione dell'astronomo dalmata Ruggero Giuseppe Boscovich. Rendiconti della R. Accademia Nazionale dei Lincei, volume XXV, serie 6, fascicolo 6, Roma, 1937 (si trova anche sui Contributi della R. Specola di Brera, n. 37, 1937)
- Giovanni Celoria, Commemorazione dell'astronomo Barnaba Oriani. Letta il 12 novembre 1911 nel Salone-Teatro San Clemente in Sesto San Giovanni, Editore Pigna, Sesto S. Giovanni
- Giovanni Celoria, Giovanni Schiaparelli e l'opera sua. Inaugurazione della lapide con medaglione a lui dedicata nel cortile d'onore del palazzo di Brera, Rendiconti Reale Istituto Lombardo di Scienze e Lettere, volume 1, fascicoli 12-13, 1917
- Comitato Esecutivo, Il sommo Astronomo Virginio Giovanni Schiaparelli glorificato nella sua città natia Savigliano. Brevi cenni a ricordo dell'inaugurazione del monumento che ne eterna la gloriosa memoria, Savigliano, Stabilimento Tipografico Sociale, 1925
- Giovanni Virginio Schiaparelli, Sull'attività del Boscovich quale astronomo in Milano. Pubblicazione del R. Osservatorio di Brera, Nuova Serie, n.2, 1938
- Francesco Zagar, Simposio internazionale per Ruggero Giuseppe Boscovich (Ragusa 23-30 ottobre 1958). Memorie della Società Astronomica Italiana, volume XXIX, 2-3, 1958
- Francesco Zagar, L'Osservatorio Astronomico di Milano nella storia. Contributi dell'O.A.B., nuova Serie, n.201, 1963

### Riferimenti strumentali
- Rif. 1 Francesco Reggio, De Machinis Speculae Astronomicae Mediolanensis. Ephemerides astronomicae anni 1782, 1781, 9: pp. 166–220
- Rif. 2 Edoardo Proverbio, La strumentazione astronomica all'Osservatorio di Brera-Milano e l'attività di R.G. Boscovich dal 1765 al 1772. Giornale di Astronomia, 1986, 3: pp. 25–32
- Rif. 3 Angelo De Cesaris, De aedificio et machinis Speculae Astronomicae Mediolanensis. Ephemerides Astronomicae Anni intercalaris 1780, 1779, 6: pp. 273–316
- Rif. 4 Joseph Jerome Lalande, Astronomie. 4 volumi, Parigi, 1781, voll. III e IV
- Rif. 5 Maurice Daumas, Les instruments scientifiques aux XVIIe et XVIIIe siècle. Presse univ. de France, Paris, 1953, pp. 305–306, 343-344
- Rif. 6 Francesco Reggio, Observationes Veneris prope mediam ejus distantiam a Sole mense Jan. An. 1777. Ephemerides astronomicae anni 1778, 1777, 4: pp. 160–162
- Rif. 7 Carlo Kreil, Osservazioni sulla Librazione della Luna. Effemeridi astronomiche di Milano per l'anno 1837, Appendice, 1836, 63: pp. 3–61
- Rif. 8 Giuseppe Bianchi, Sopra lo strumento dei passaggi (parte seconda). Effemeridi astronomiche di Milano per l'anno 1825, Appendice, 1824, 51: pp. 97–136
- Rif. 9 Corrispondenza astronomica fra Giuseppe Piazzi e Barnaba Oriani. Ulrico Hoepli, Milano, 1874, 13 settembre 1791, p. 13
- Rif. 10 Barnaba Oriani, Posizione geografica di alcuni monti visibili da Milano. Effemeridi astronomiche di Milano per l'anno 1823, Appendice, 1822, 49: 3-26, p. 4
- Rif. 11 H. Faye, Cours d'astronomie de l'Ecole Polytechnique. 2 voll, Gauthier-Villars, 1881, vol. 1
- Rif. 12 Nello Paolucci; Guido Tagliaferri; Pasquale Tucci, Le vicende scientifiche ed extrascientifiche della realizzazione della prima carta della Lombardia con metodi astronomici. Atti della Sez. di Storia della Fisica del LXXIII Congresso della SIF, Napoli, 1987, pp. 383–409
- Rif 12 Francesco Reggio, De mensione basis habita anno 1788 ab astronomis mediolanensibus. Ephemerides astronomicae anni 1794, Appendix, 1793, 20: pp. 3–20
- Rif. 13 Angelo De Cesaris, Osservazioni del Sole al quadrante murale. Effemeridi astronomiche di Milano per l'anno bisestile 1804, Appendice, 1803, 30: pp. 46–72
- Rif. 14 Angelo De Cesaris, Sul movimento oscillatorio e periodico delle fabbriche. Effemeridi astronomiche di Milano per l'anno 1813, Appendice, 1812, 39: pp. 105–116
- Rif. 15 Angelo De Cesaris, Riflessioni pratiche sulla misura del diametro del Sole. Effemeridi astronomiche di Milano per l'anno 1819, Appendice, 1818, 45: pp. 3–11
- Rif. 16 Carlo Kreil, Osservazioni al collimatore di Kater applicato al quadrante murale di Ramsden. Effemeridi astronomiche di Milano per l'anno 1835, Appendice, 1834, 61: pp. 130–138
- Rif. 17 W. Pearson, An introduction to practical astronomy. 2 vol, London, 1829, vol. 2: pp. 46–55
- Rif. 18 Angelo De Cesaris, Riflessioni sul limite degli errori probabili nelle osservazioni astronomiche. Effemeridi astronomiche di Milano per l'anno 1811, Appendice, 1810, 37: pp. 102–111
- Rif. 19 Barnaba Oriani, Distanze dallo zenit del Sole e delle stelle fisse osservate presso il meridiano con un nuovo circolo moltiplicatore. Effemeridi astronomiche di Milano per l'anno 1812, Appendice, 1811, 38: pp. 1–96
- Rif. 20 Barnaba Oriani, Latitudine della specola di Brera dedotta dalle osservazioni delle stelle circompolari. Effemeridi astronomiche di Milano per l'anno 1815, Appendice, 1814, 41: pp. 3–43
- Rif. 21 Barnaba Oriani, Declinazioni di quaranta stelle osservate al circolo moltiplicatore di tre piedi di diametro. Effemeridi astronomiche di Milano per l'anno 1817, Appendice, 1816, 43: pp. 3–32
- Rif. 22 Francesco Carlini, Solstizi osservati col circolo moltiplicatore di Reichenbach negli anni 1830, 1831, 1832, 1833, 1834, 1835. Effemeridi astronomiche di Milano per l'anno 1836, Appendice, 1835, 62: pp. 3–120
- Rif. 23 Enrico Miotto, I cerchi moltiplicatori all'Osservatorio di Brera. Atti della Sez. di Storia della Fisica del LXXIII Congresso della SIF, Napoli, 1987: pp. 279–294
- Rif. 24 Francesco Carlini, Considerazioni sulle ineguaglianze a lungo periodo che alterano le epoche della longitudine della Luna. Effemeridi astronomiche di Milano per l'anno 1825, Appendice, 1824, 51: 13-80, pp. 40–41
- Rif. 25 Francesco Carlini, Esposizione delle operazioni eseguite per assicurare coll'erezione di due piramidi di granito i termini della base trigonometrica della triangolazione in Lombardia. Effemeridi astronomiche di Milano per l'anno 1837, Appendice, 1836, 63: pp. 74–75
- Rif. 26 Francesco Carlini, Ascensioni rette della stella polare. Effemeridi astronomiche di Milano per l'anno 1821, Appendice, 1820, 47: pp. 79–108
- Rif. 27 Francesco Carlini, Distanze dallo zenit della stella polare osservate con un circolo moltiplicatore di 18 pollici di diametro. Effemeridi astronomiche di Milano per l'anno 1831, Appendice, 1830, 57: pp. 30–34
- Rif. 28 Giovanni Capelli, Solstizio d'estate osservato con un circolo moltiplicatore di 18 pollici di diametro. Effemeridi astronomiche di Milano per l'anno 1835, Appendice, 1834, 61: pp. 144–145
- Rif. 29 Anita McConnell, Geomagnetic instruments before 1900. Harriet Wynter, London, 1980, p. 21
- Rif. 30 Robert P. Multhauf; Gregory Good, A brief history of geomagnetism and a catalog of the collections of the National Museum of American History. Smithsonian Institution Press, Washington D.C, 1987, pp. 11–19